# نوبیجار
نوبیجار، روستایی از توابع بخش مرکزی شهرستان لاهیجان در استان گیلان ایران است.
بقعه آفا سيد ابراهيم محل عبادت و راز و نياز اهالي روستا مي باشد

## جمعیت
این روستا در دهستان لیالستان قرار دارد و براساس سرشماری مرکز آمار ایران در سال ۱۳۸۵، جمعیت آن ۳۶۰ نفر (۱۰۹خانوار) بوده‌است.